# Croceae
Croceae é uma tribo da subfamília Crocoideae das Iridaceae que agrupa 14 géneros e cerca de 608 espécies de plantas herbáceas bulbosas maioritariamente da África Austral.

## Descrição
A tribo Croceae Dumortier (1822) é composta por 14 géneros e cerca de 608 espécies: Afrocrocus, monoespecífico, e Chasmanthe, que contém apenas três espécies, são nativos do sudoeste da África do Sul; Babiana, que inclui Antholyza, é um género do sul da África com cerca de 90 espécies; Crocus, distribuído pela Europa, Ásia e norte da África, agrupa cerca de 85 espécies; Dierama, com 44 espécies distribuídas na região meridional dos trópico de Àfrica até à África do Sul; o gênero monotípico Duthieastrum também é encontrado no sul da África; Geissorhiza, com 86 espécies distribuídas pela África do Sul, especialmente no sudoeste da região do Cabo; Hesperantha, que inclui Schizostylis, com cerca de 82 espécies subsaarianas; Ixia, da África Austral, agrupa cerca de 67 espécies; Radinosiphon, com duas espécies, embora possam ser mais, distribuídas desde o trópico africano de Capricórnio até o Cabo da Boa Esperança; Romulea, que aparece na África, na área do Mediterrâneo e nas ilhas Canárias e no arquipélago de Socotrá, com cerca de 95 espécies; Sparaxis, que inclui Synnotia, tem 15 espécies nativas da região do Cabo; Syringodea, com 7 espécies da África Austral; e, finalmente, Tritonia, com 30 espécies distribuídas do trópico de Capricórnio ao sul da África do Sul.

## Taxonomia
Na sua presente circunscrição taxonómica, a tribo Croceae agrupa  14 géneros:
- Tribo Croceae Dumort. (sin.: Ixieae Dumort.) —
  - Afrocrocus J.C.Manning & Goldblatt — inclui apenas uma espécie:
    - Afrocrocus unifolius (Goldblatt) Goldblatt & J.C.Manning — tradicionalmente designada por Syringodea unifolia Goldblatt e colocada no género Syringodea; nativa das províncias sul-africanas do Cabo do Norte e do Cabo Ocidental.[2]

  - Babiana Ker Gawl. ex Sims (sin.: Acaste Salisb. nom. inval., Anaclanthe N.E.Br.) — com cerca de 90 espécies, nativas do sul da África; a maioria das espécies ocorre em regiões áridas, especialmente ao longo da costa ocidental da África Austral; a sua região de distribuição natural vai do sul da Zâmbia, Zimbabwe e Namíbia até à África do Sul. O centro de diversidade deste grupo está na África Austral.
  - Chasmanthe N.E.Br. — as apenas 3 espécies são nativas das províncias sul-africanas do Cabo Ocidental e do Cabo Oriental.[3]
  - Crocus L. — agrupa mais de 200 espécies, nativas da Eurásia e norte de África.[4]
  - Dierama K.Koch — com cerca de 44 espécies, das regiões tropicais da África e do sul da África.
  - Duthiastrum M.P. de Vos — inclui apenas uma espécie:
    - Duthiastrum linifolium (E.Phillips) M.P. de Vos — nativa das províncias sul-africanos do Estado Livre, Cabo Setentrional e Noroeste.[5]

  - Geissorhiza Ker Gawl. (sin.: Anomaza Laws. ex Salisb. nom. inval., Rochea Salisb., Weihea Eckl., Sphaerospora Klatt, Engysiphon G.J.Lewis) — agrupa  cerca de 86 espécies do sul da África.
  - Hesperantha Ker Gawl. (sin.: Hesperanthus Salisb., Schizostylis Backh. & Harv.) — com cerca de 82 espécies, nativa da África, ocorrendo desde as regiões tropicais até ao sul.
  - Ixia L. (sin.: Houttuynia Houtt. nom. rej., Dichone Lawson ex Salisb., Hyalis Salisb. nom. nud., Agretta Eckl. nom. nud., Morphixia Ker Gawl., Wuerthia Regel) — agrupa cerca de 67 espécies do sul da África.
  - Radinosiphon N.E.Br. — agrupa apenas 2 espécies no sul da África:
    - Radinosiphon leptostachya (Baker) N.E.Br. — nativa desde o sul da Tanzânia até Eswatini.[4] e Mpumalanga[6]
    - Radinosiphon lomatensis (N.E.Br.) N.E.Br. — endesmismo de Mpumalanga.[6]

  - Romulea Maratti — com cerca de 92 espécies, nativas da África e da bacia do Mediterrâneo.
  - Sparaxis Ker Gawl. (sin.: Synnotia Sweet, Streptanthera Sweet, Anactorion Raf., ×Sparanthera Cif. & Giacom.) — com cerca de 15 espécies, nativas das províncias sul-africanas do Cabo Ocidental e do Cabo Setentrional.[7]
  - Syringodea Hook. f. — com 7-8 espécies, nativas do sul da África.
  - Tritonia Ker Gawl. (sin.: Waitzia Rchb. nom. superfl., Montbretia DC., Freesea Eckl. nom. nud., Belendenia Raf., Tritonixia Klatt, Montbretiopsis L.Bolus) — com cerca de 30 espécies das regiões tropicais da África e do sul da África.

## Galeria

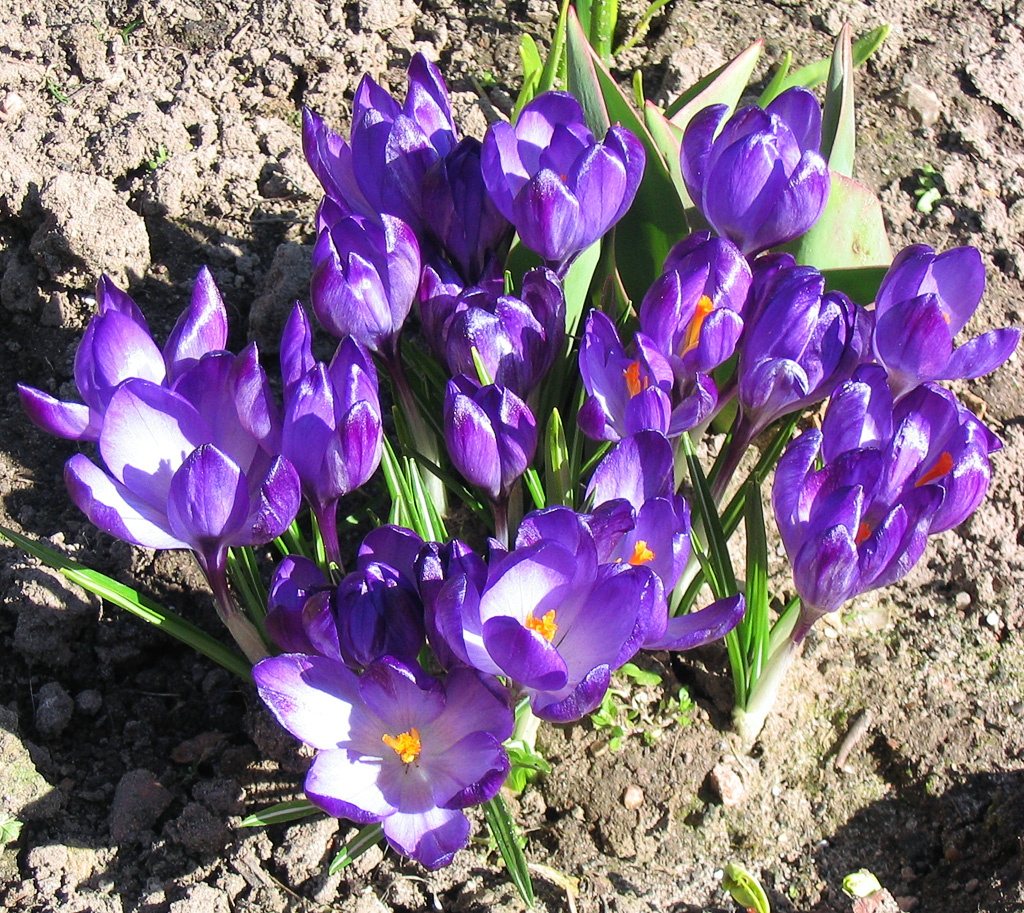
Forma da flor do género Crocus
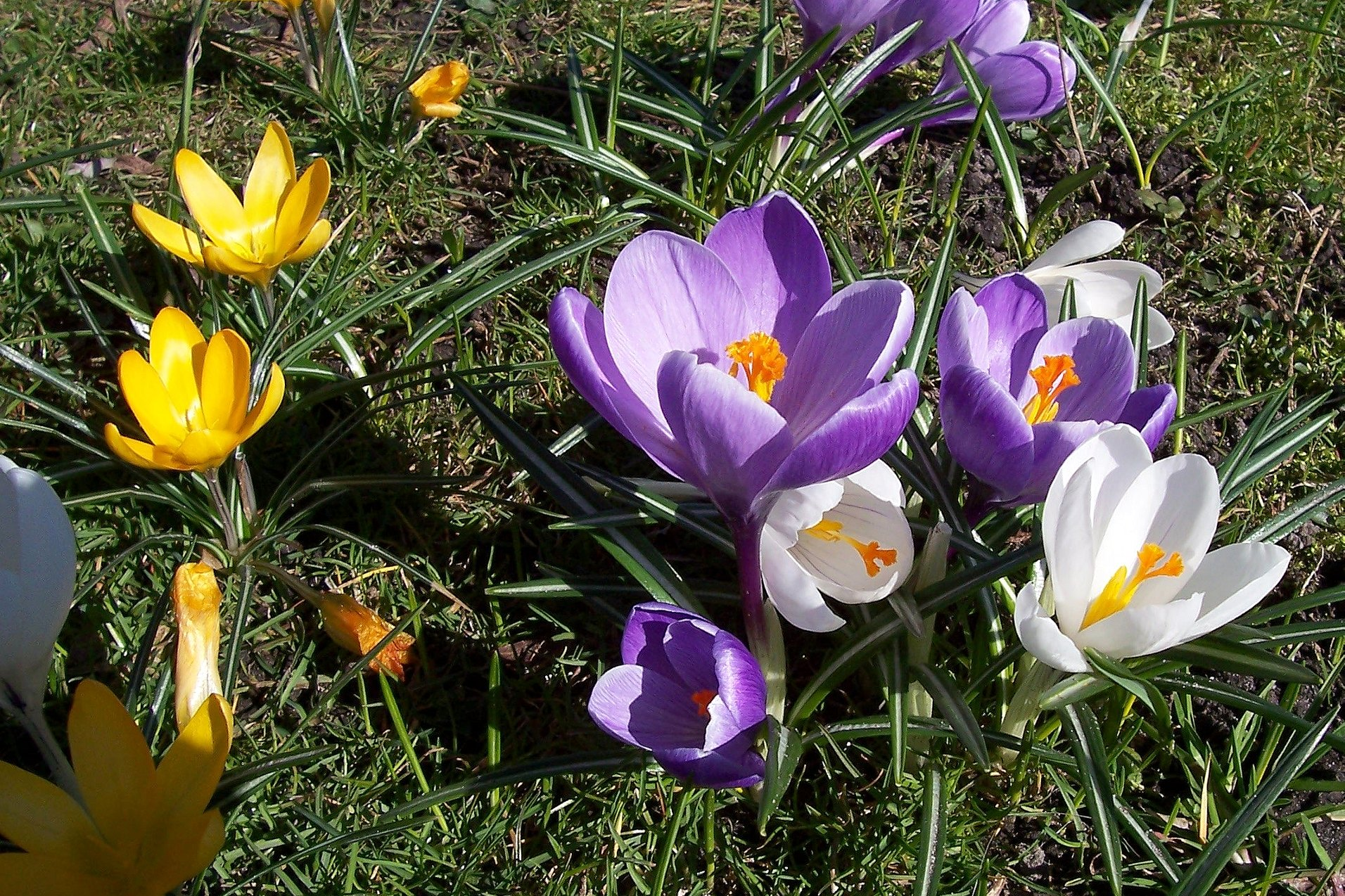
Diversos híbridos do género Crocus
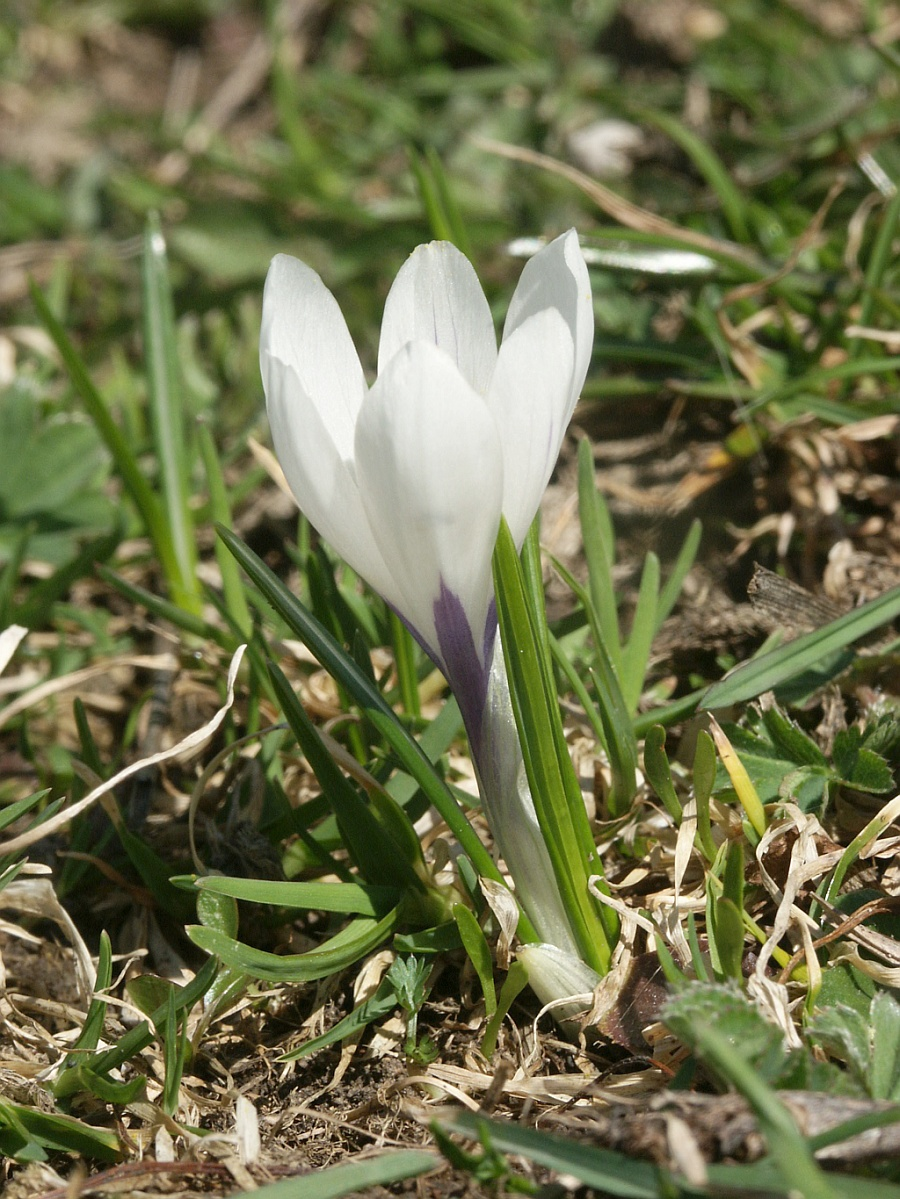
Crocus vernus subsp. albiflorus
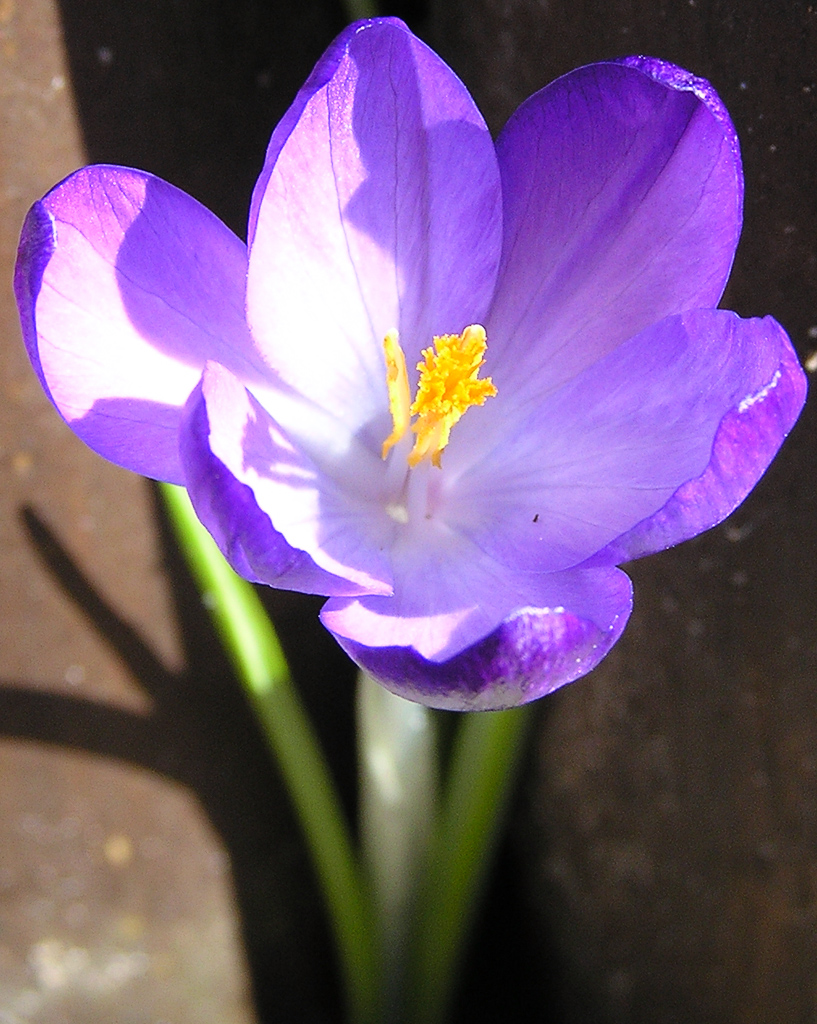
Flor do género Crocus.
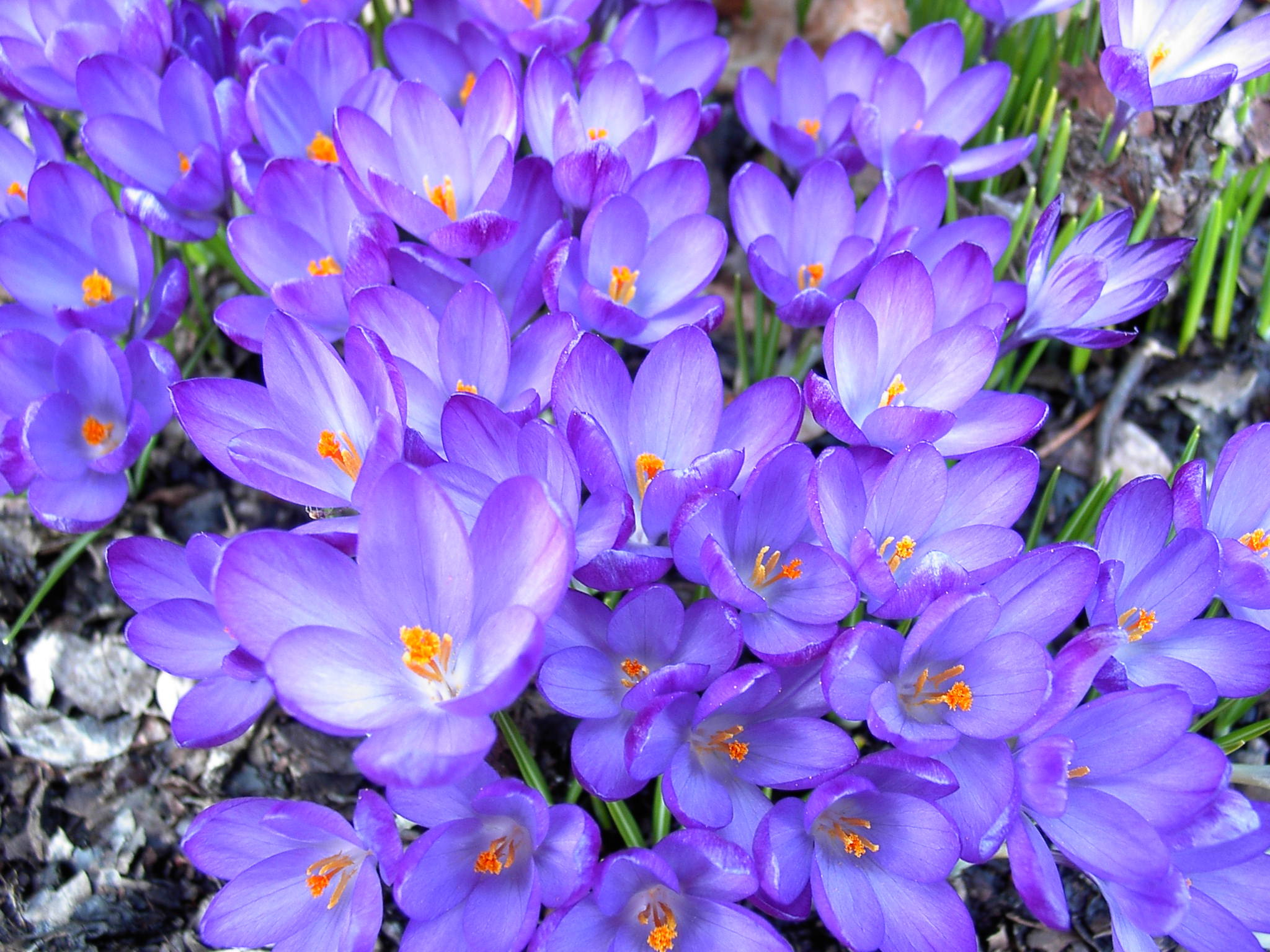
Grupo de Crocus em floração.
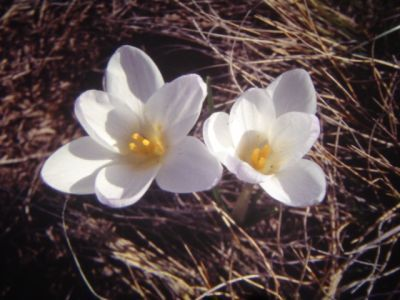
Crocus carpetanus
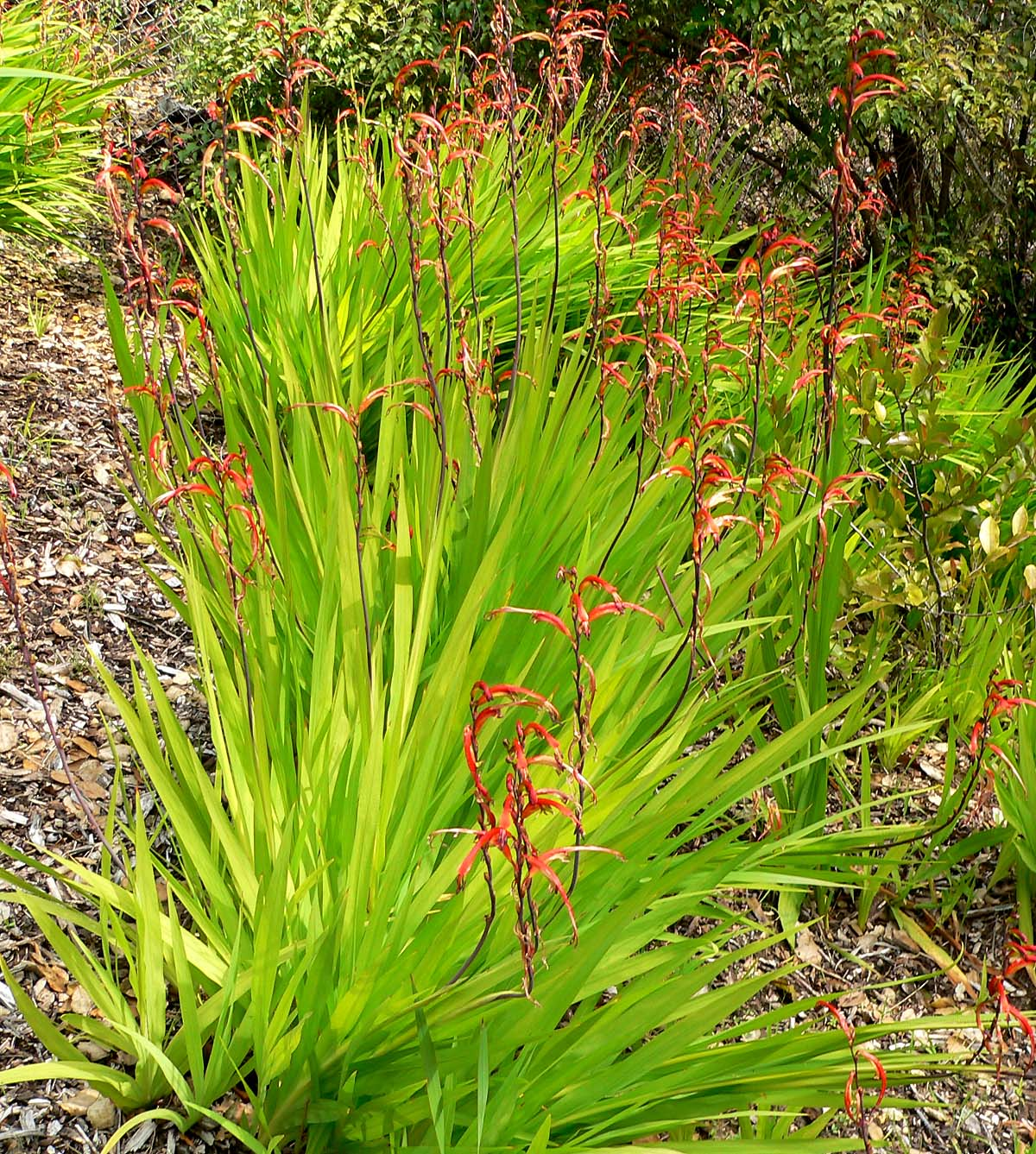
Chasmanthe floribunda
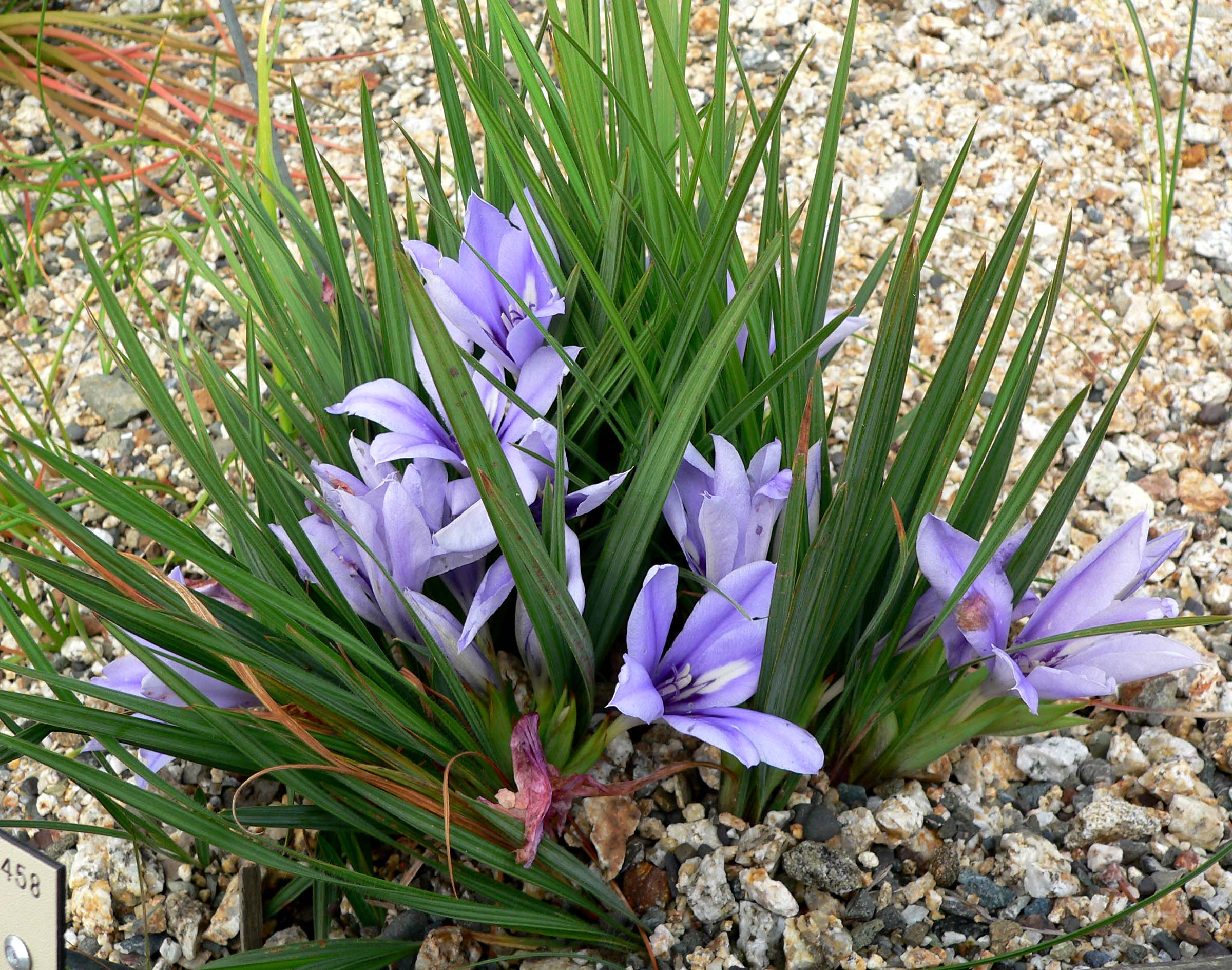
Babiana sambucina.
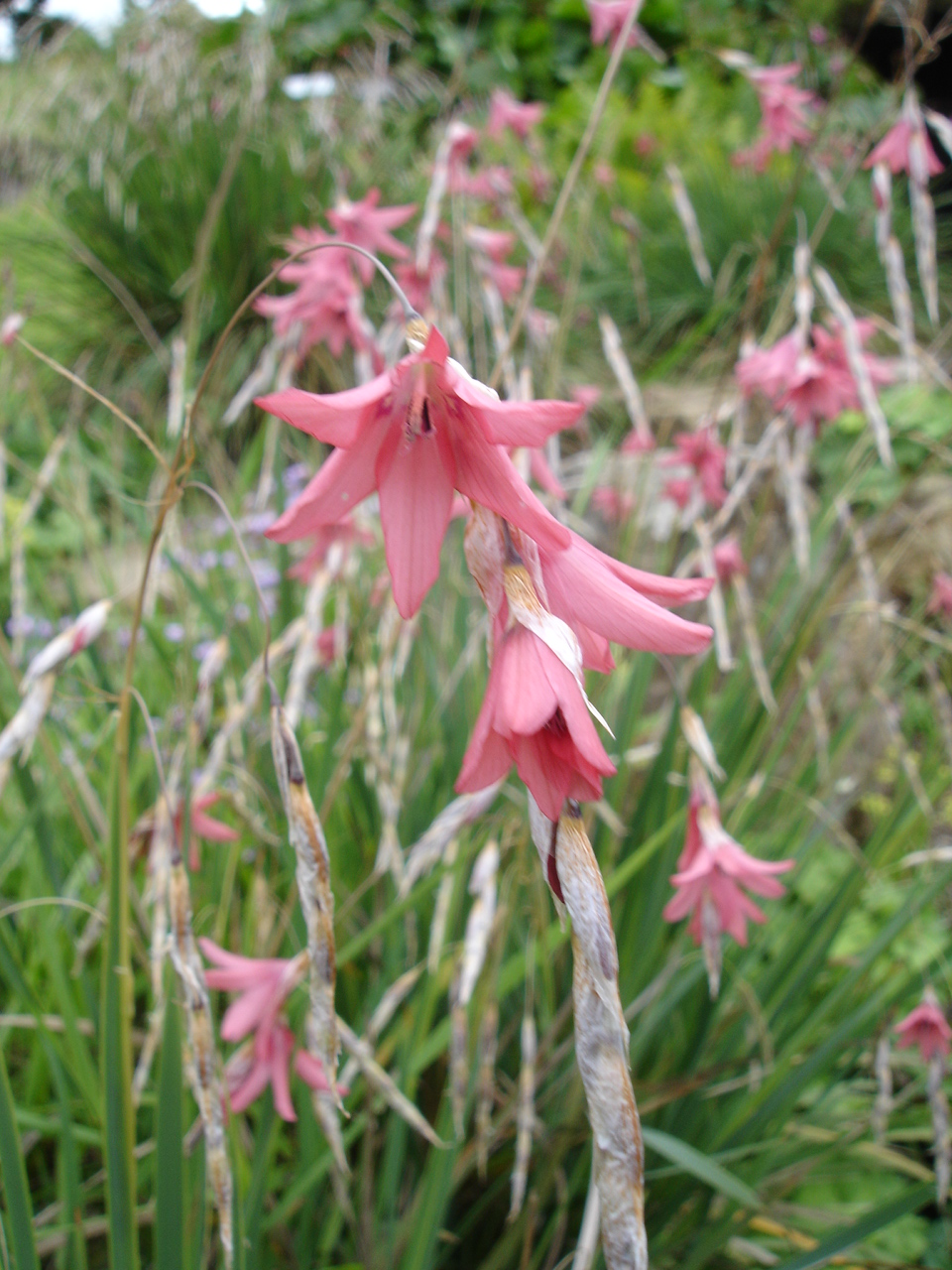
Dierama igneum
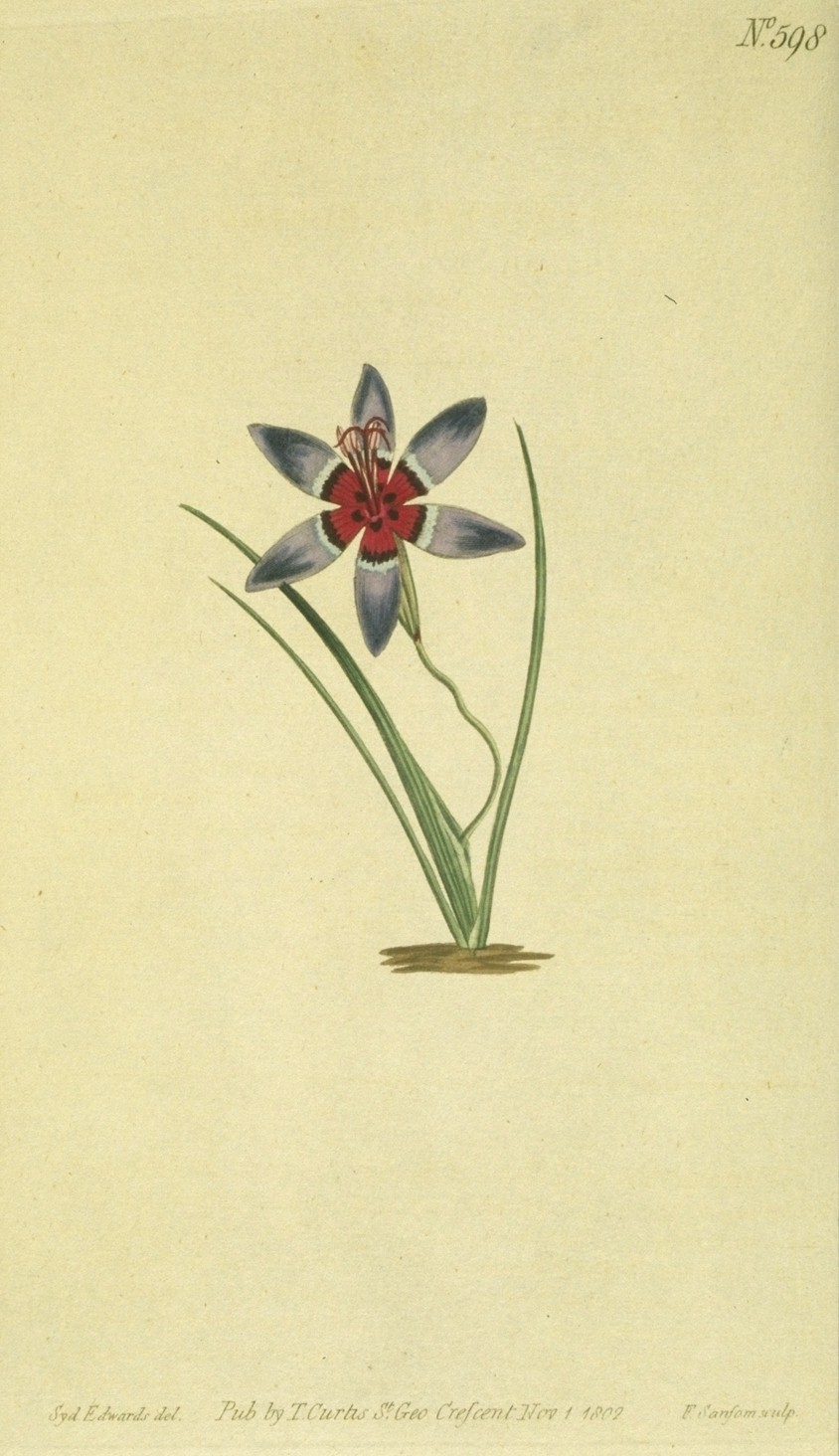
Geissorhiza radians
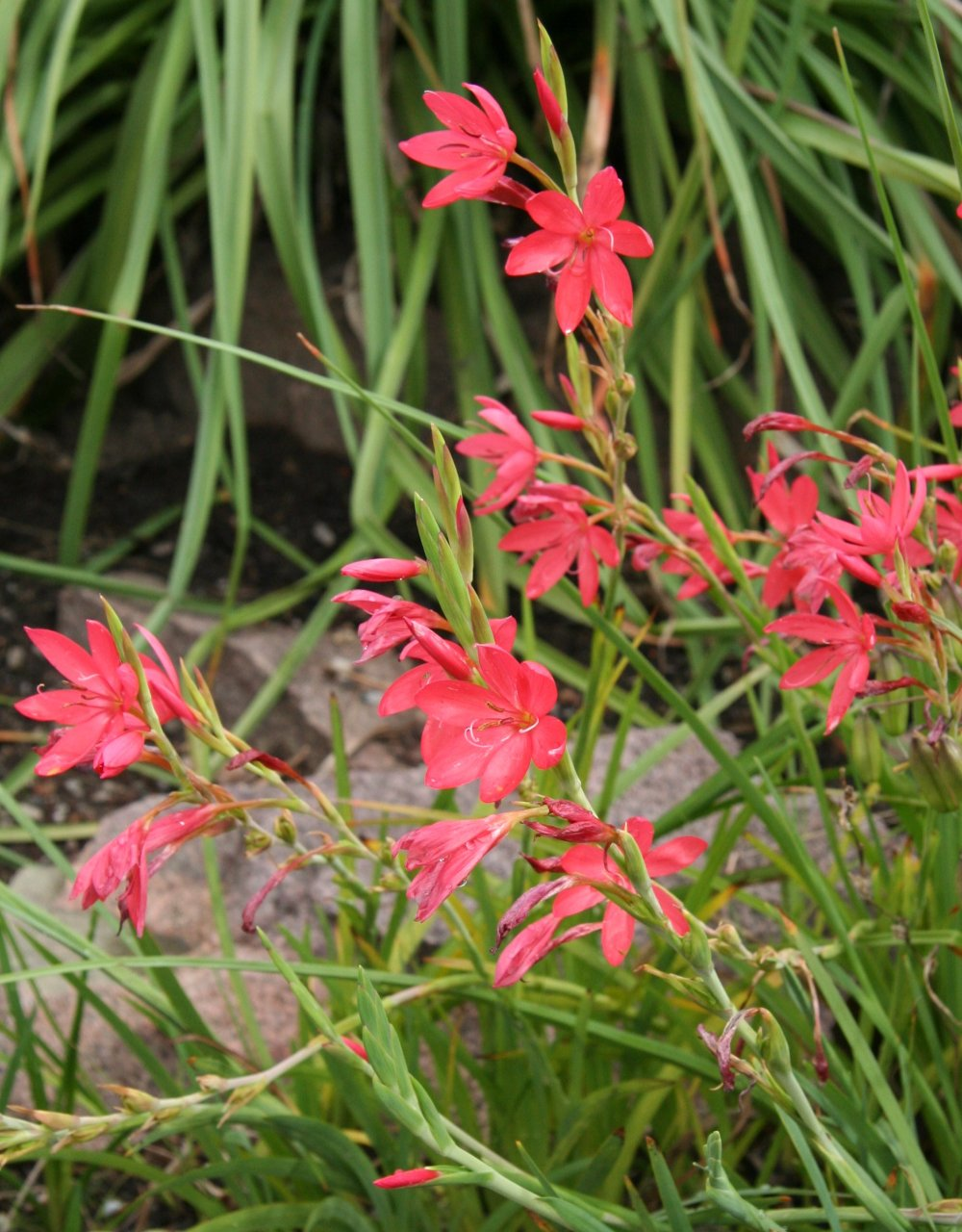
Hesperantha coccinea
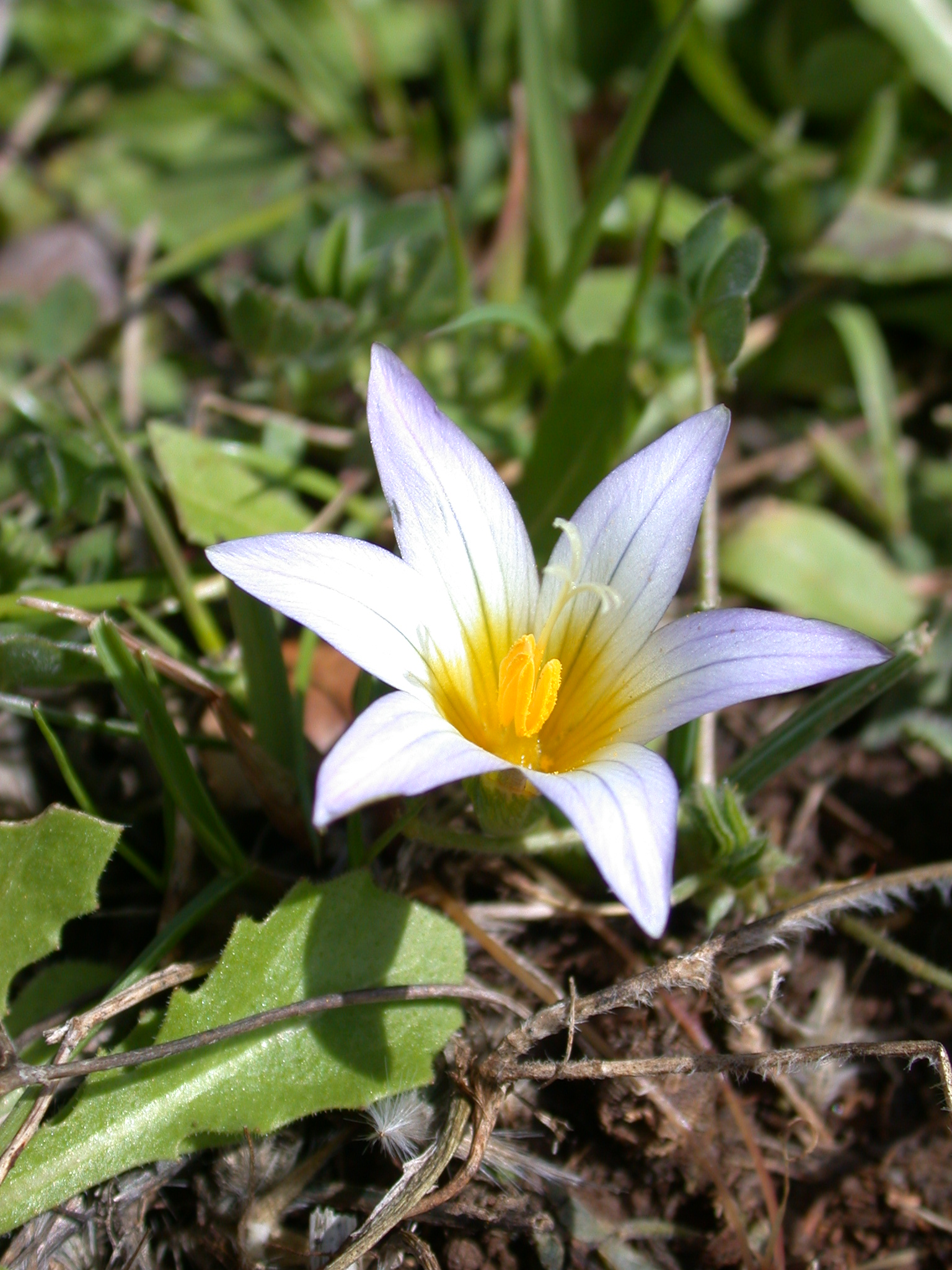
Romulea bulbocodium
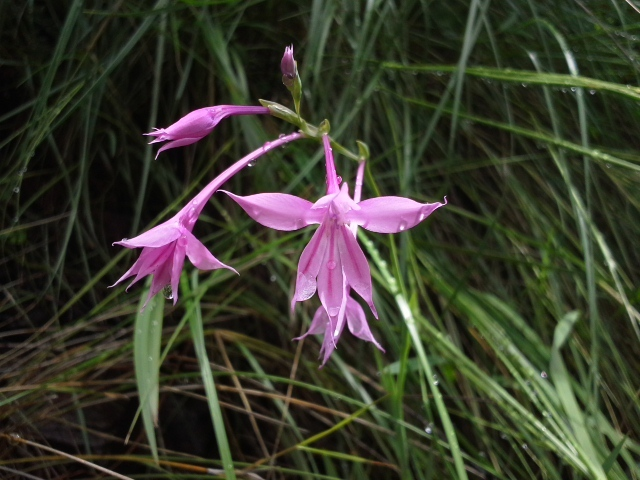
Radinosiphon leptostachya